# Oncoba spinosa
Oncoba spinosa es una especiede la familia de las salicáceas. 

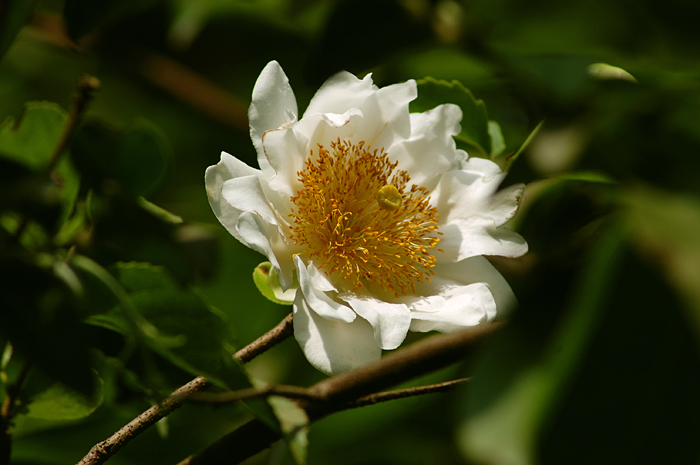
Detalle de la flor

## Descripción
Esta especie del sudeste africano da grandes y fragantes flores blancas parecidas a las camelias, con vistosos estambres amarillos y brillantes hojas aserradas que, junto con las raíces del árbol, se usan en África con fines medicinales. Sus frutos, amarillo dorado y de 6 cm de diámetro, contienen una pulpa comestible aunque nada sabrosa. Las duras cáscaras duran indefinidamente y se usan para hacer sonajeros y cajitas de rapé. El tronco y las ramas están armados con espinas de 5 cm de largo.

## Taxonomía
Oncoba spinosa fue descrita por Forssk. y publicado en Flora Aegyptiaco-Arabica 1: cxiii, 103–104. 1775.